# Estat de Tabasco
Estat de Tabasco (en castellà: Estado de Tabasco) és un dels 31 estats de Mèxic. Limita a l'oest amb Veracruz, al nord-est amb Campeche, a l'est amb Guatemala (departament de Petén), i al nord amb el Golf de Mèxic. Tabasco està situat a la part nord de l'Istme de Tehuantepec. Està dividit en 17 municipis.
Tabasco, segons dades de l'Instituto Nacional de Estadística y Geografía (INEGI) de Mèxic, tenia el 2015 una població de 2.395.272 habitants. Té una superfície de 24.731 km². El clima és humit i amb una temperatura mitjana anual de 27 graus centígrads. Les principals activitats econòmiques, que conjuntament representen el 73% del PIB de l'estat, són: la mineria petroliera (58.1%), comerç (8.3%) i serveis immobiliaris (6,6%).

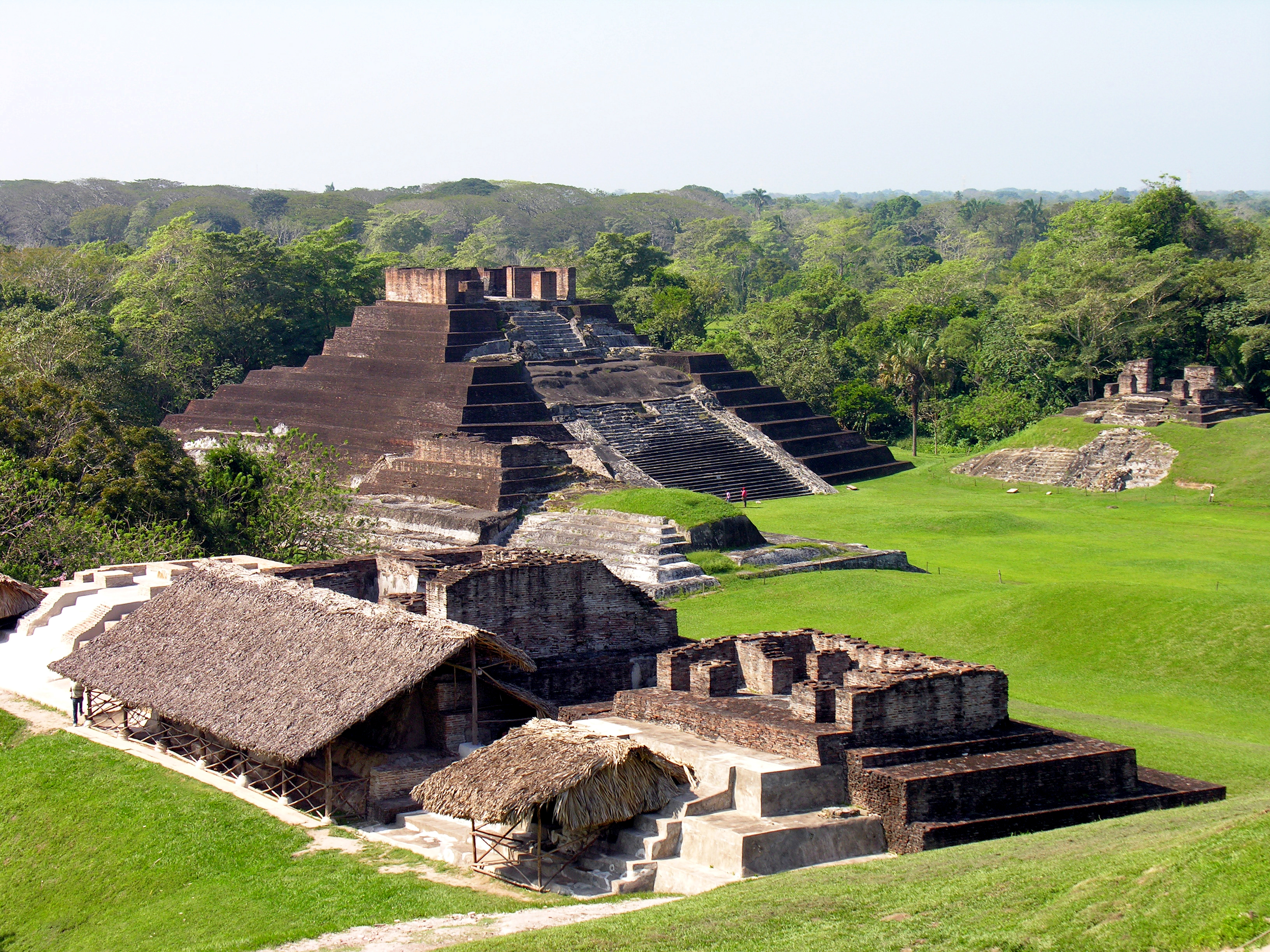
Ruïnes maies de Comalcalco, a Tabasco (Mèxic).

Tabasco significa, en Nàhuatl, lloc on la terra està humida. És un territori cobert d'espessos boscos i selva, amb rius cabalosos i zones lacustres. A Tabasco s'hi van desenvolupar dues cultures: la civilització olmeca i la maia, amb la fundació de grans ciutats com Comalcalco i Pomoná. El primer contacte amb els castellans el van tenir el 1518, amb una expedició capitanejada per Juan de Grijalva. El segon va ser el 1519, amb una expedició capitanejada per Hernán Cortés que es va imposar en el seu enfrontament amb els pobles indígenes gràciés a l'ús dels cavalls i l'artilleria. Els segles següents estaran marcats per l'establiment dels conqueridors castellans i els enfrontaments amb els pirates anglesos. Amb l'assoliment de la independència, Mèxic es va convertir en una república federal i Tabasco va passar a ser uns dels estats federals reconeguts a la constitució de 1824. La capital política és la ciutat de Villahermosa.